# Microterangis hariotiana
Microterangis hariotiana är en orkidéart som först beskrevs av Friedrich Fritz Wilhelm Ludwig Kraenzlin, och fick sitt nu gällande namn av Karlheinz Senghas. Microterangis hariotiana ingår i släktet Microterangis och familjen orkidéer.
Artens utbredningsområde är Komorerna. Inga underarter finns listade i Catalogue of Life.